# Samuel Danishefsky
Samuel Joseph Danishefsky (Bayonne, Nova Jérsei, 10 de março de 1936) é um químico estadunidense.